# Chörchen der alten Kirche (Rurkempen)
Koordinaten: 51° 5′ 38″ N, 6° 5′ 59″ O
Das Chörchen der alten Kirche befindet sich im Ortsteil Kempen, früher Rurkempen, der Stadt Heinsberg in Nordrhein-Westfalen. Das Chörchen steht als Baudenkmal unter Denkmalschutz.

## Lage
Das Kirchengebäude steht an der Oberstraße, auf dem Kirchplatz. Um das Gebäude herum befand sich früher der Friedhof.

## Chronologie
Im Jahre 1134 wurde die erste Kapelle in Kempen, wahrscheinlich aus Holz, erbaut, in ihr befand sich ein Altar zu Ehren Unserer Lieben Frau. Die Eingliederung der Kapelle in das Gangolfus-Stift zu Heinsberg wird für das Jahr 1254 erwähnt. Vermutlich erfolgte sie nach der Errichtung einer Kapelle aus Steinen, welche später durch das Mittelschiff und das südliche Seitenschiff erweitert wurde. Auf das Jahr 1450 datiert der Bau des gotischen Chores mit einem Hauptaltar zu Ehren Unser Leven Vrauwen. Gleichzeitig wurde ein Turm errichtet. 1457 wurde der Katharinenaltar gestiftet, 1559 folgte die Stiftung eines Nikolausaltares, verbunden mit einer Änderung des Pfarrpatroziniums. Während des Achtzigjährigen Krieges fielen 1588 Truppen aus den limburgischen Niederlanden ein, dies führte zur Einäscherung des Ortes und der Kirche. Der Wiederaufbau der Kirche erfolgte als dreischiffiger Backsteinbau, der vom alten Friedhof umgeben wurde. Die Länge der Kirche betrug 17 m, ihre Breite 12 m, die Turmhöhe etwa 25 m. Im Jahre 1606 wurde die Kirche nach dem Wiederaufbau zur Pfarrkirche erhoben, 1635 eine Sakristei angebaut.
Über die folgenden Jahrhunderte geriet das Bauwerk in Verfall, sodass 1903 die baufällige Kirche bis auf das gotische Chorteil abgebrochen wurde, dessen offene Seite zugemauert wurde. Im Jahr 1920 kam es durch weiteren Verfall des alten Chörchens zum Einsturz des Gewölbes. 1930 wurde das Chörchen restauriert und eine Kriegergedenkstätte errichtet, 1943 wurden die Außenanlagen hergerichtet. Durch Kriegseinwirkungen wurde das Baudenkmal 1945 zerstört. Aus Anlass des Heimat- und Dekanats-Schützenfestes der Schützenbruderschaft seit 1507 erfolgte 1957 der Wiederaufbau. 1975 wurde der Triumphbogen geöffnet und eine Glaswand sowie ein neuer Fußboden eingebaut, ebenso erfolgte eine Wiederherstellung des Grabgewölbes. Am 19. Januar 1984 wurde das Chörchen als Baudenkmal Nr. 37 in die Denkmalliste der Stadt Heinsberg aufgenommen. 2006 erfolgte die Restaurierung des Chörchens, 2013 schließlich der Einbau einer neuen Treppe am Chörchenzugang.

## Architektur
Das Gebäude ist ein Backsteinbau mit einem fünfseitigen Chor mit einem Kreuzrippengewölbe. Es ist das Restgebäude der alten Kirche. Der Triumphbogen ist mit einer Glaswand versehen, in der sich die Eingangstüre befindet. Das Dach ist mit Schiefer bedeckt.

## Ausstattung
- Ein Kruzifix aus Holz, Höhe 360 cm, Breite 120 cm aus dem Jahr 1791
- Im Chörchen erinnern vier Gedenktafeln an die Gefallenen und Vermissten der beiden Weltkriege.
- Neben dem Gebäude stehen historische Grabsteine.
- In der Weihnachtszeit wird im Chörchen die Krippe aufgestellt.

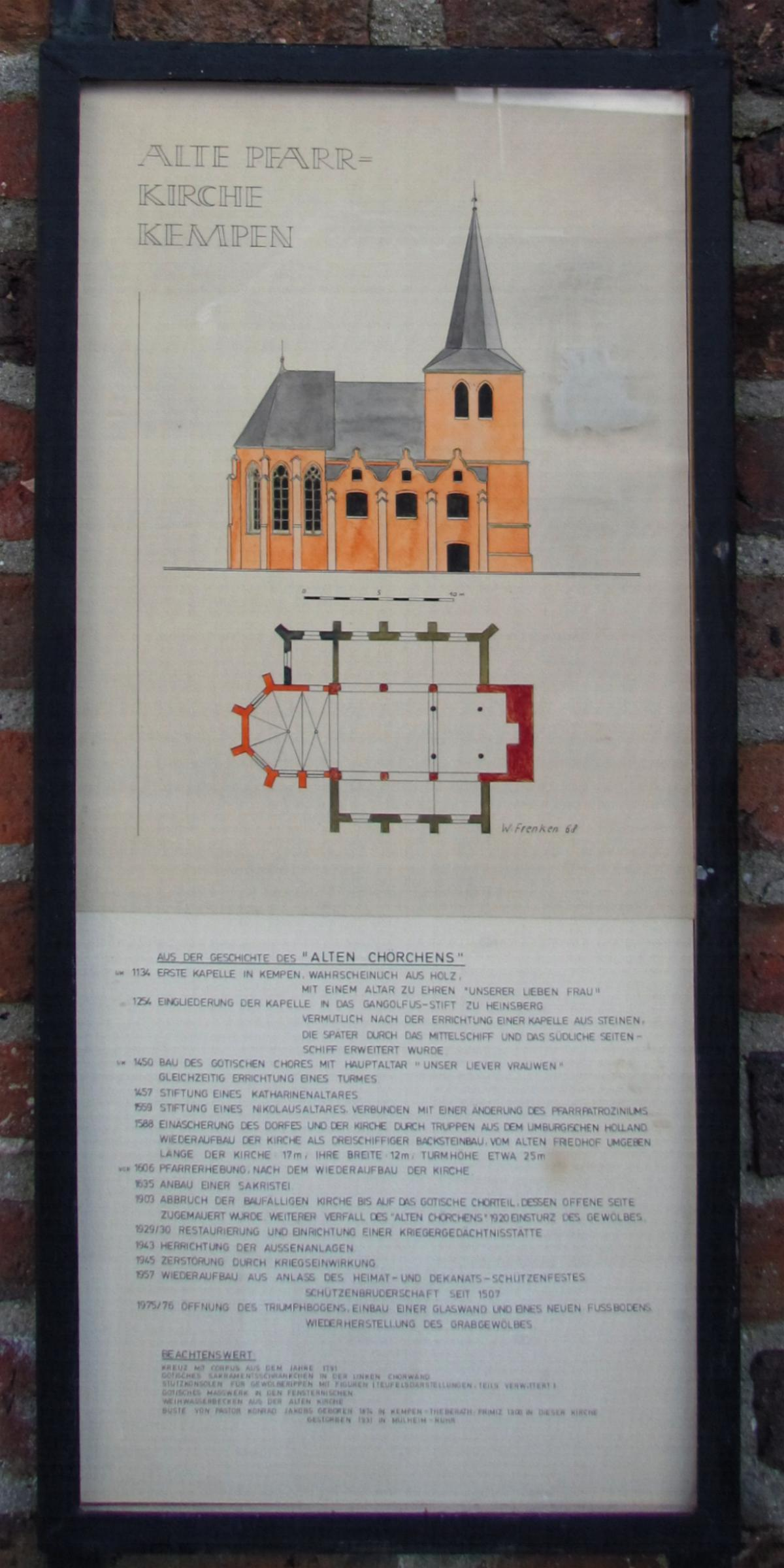
Infotafel
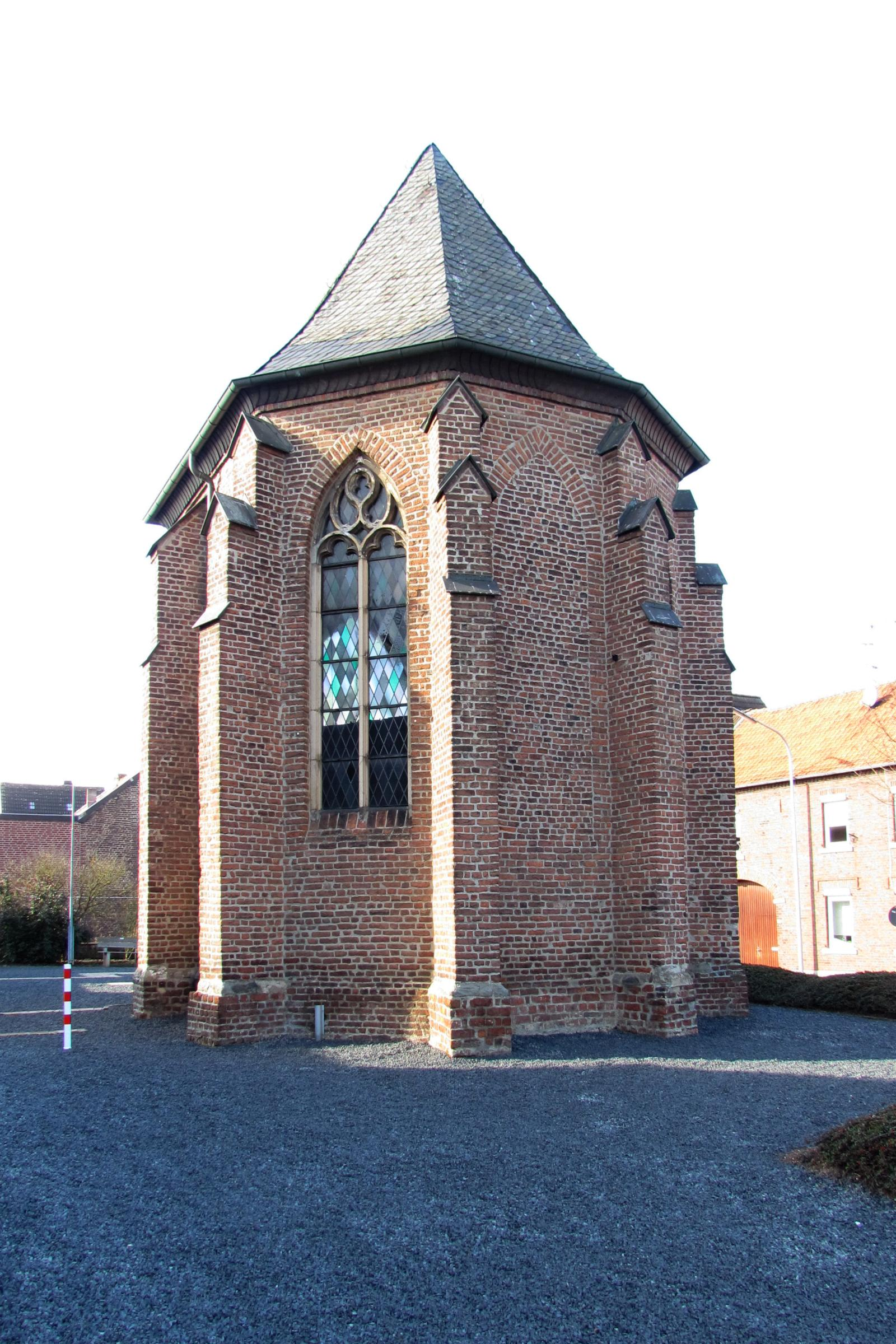
Chorseite Außen
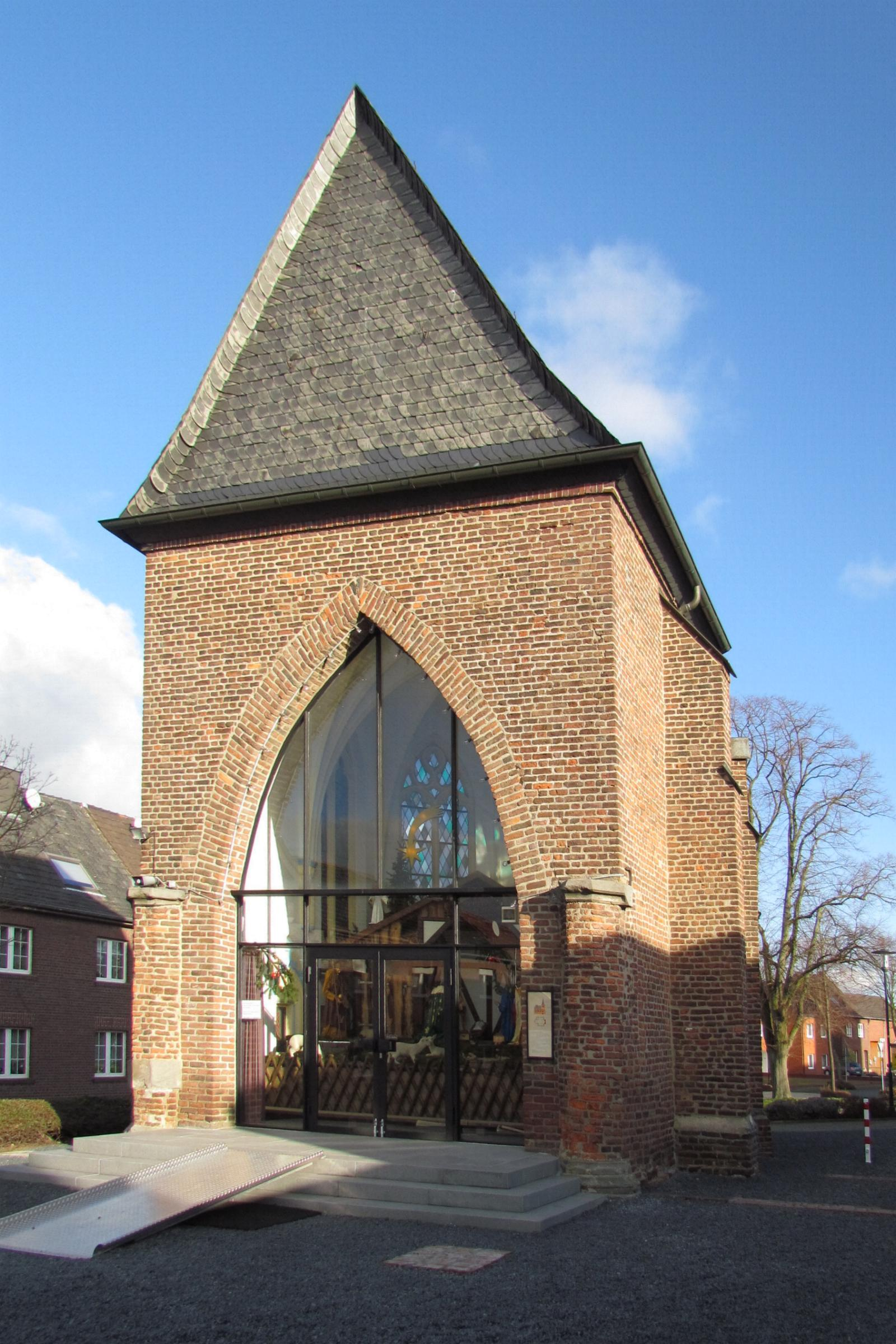
Triumphbogenseite
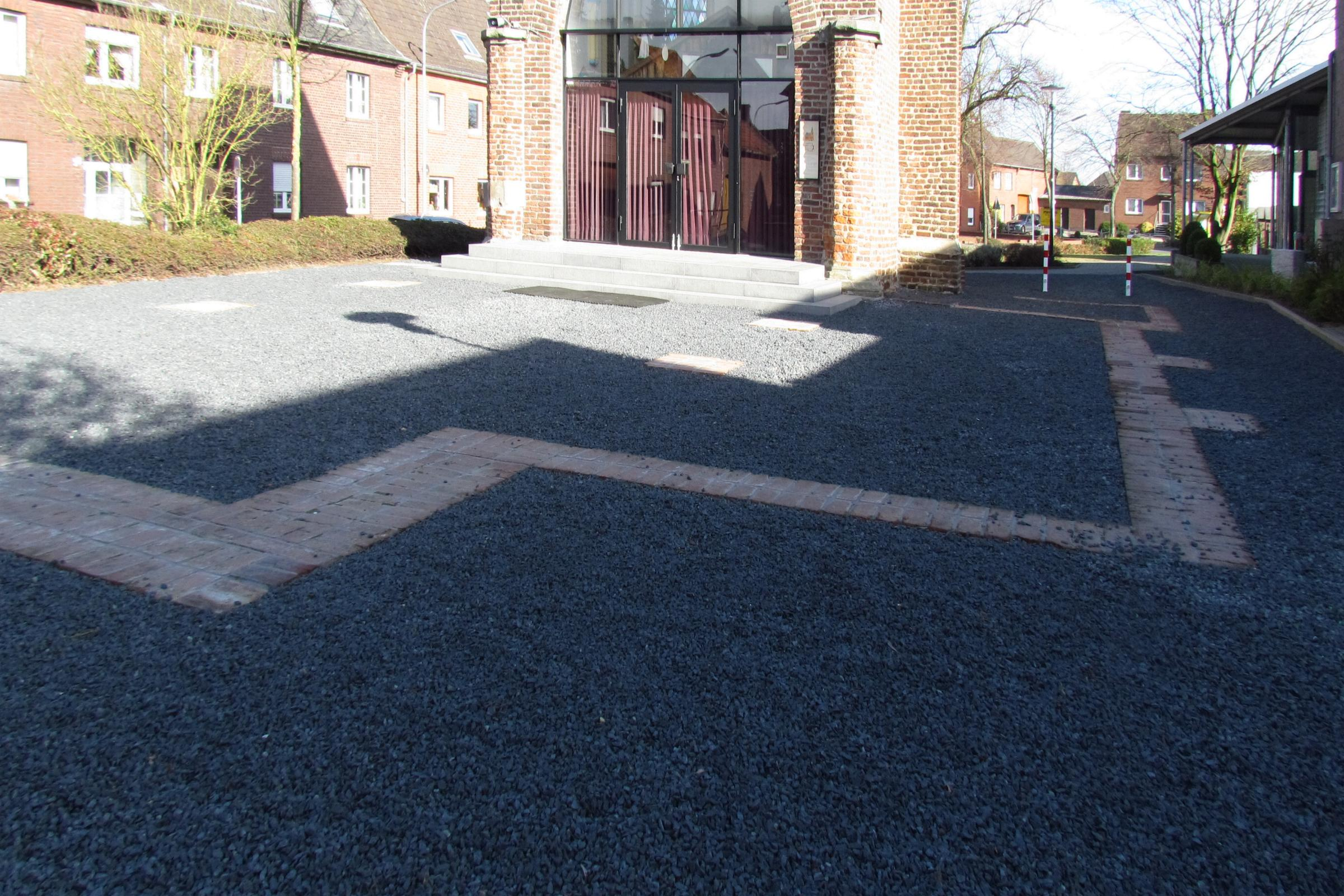
Fundamente der alten Kirche
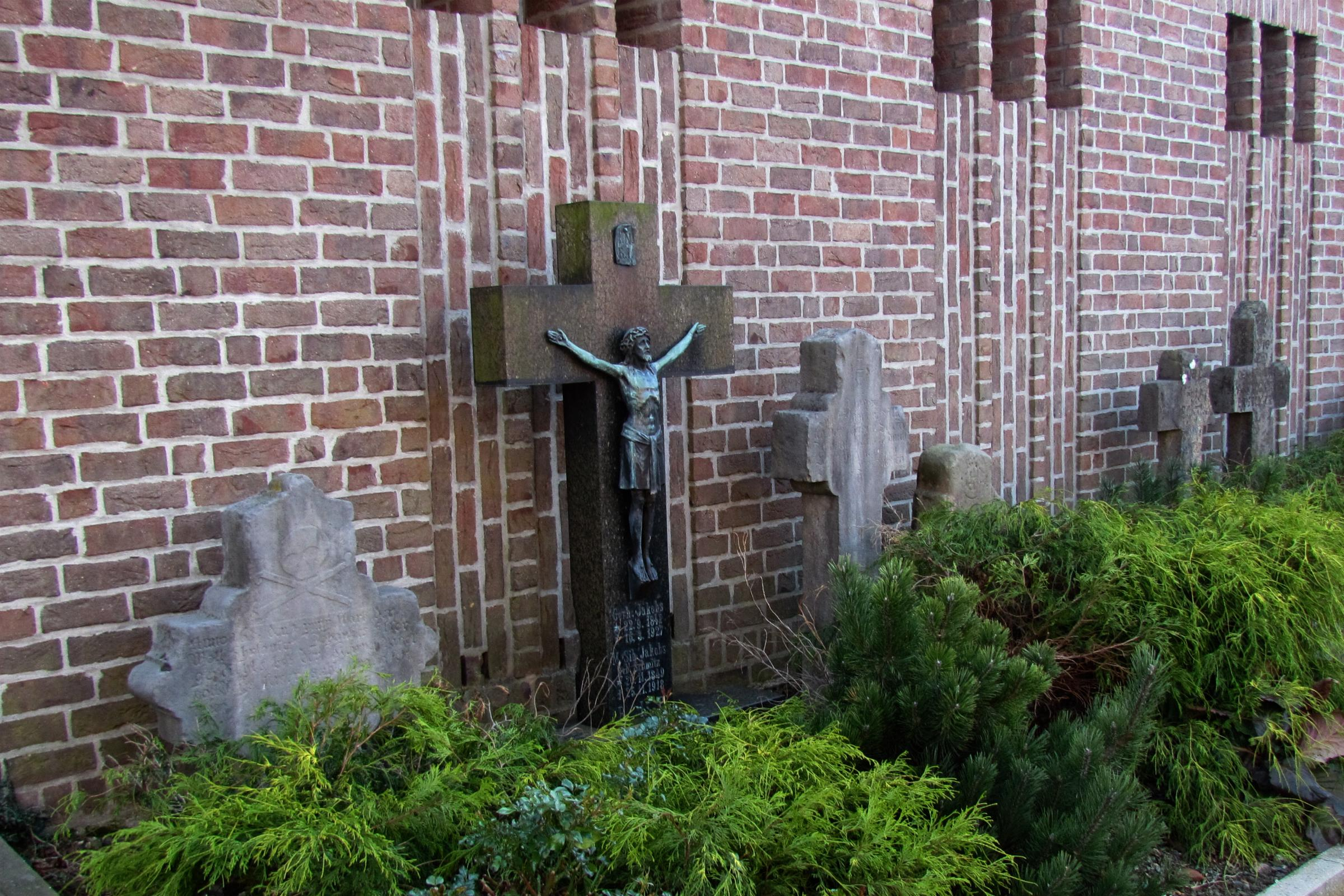
Historische Grabsteine
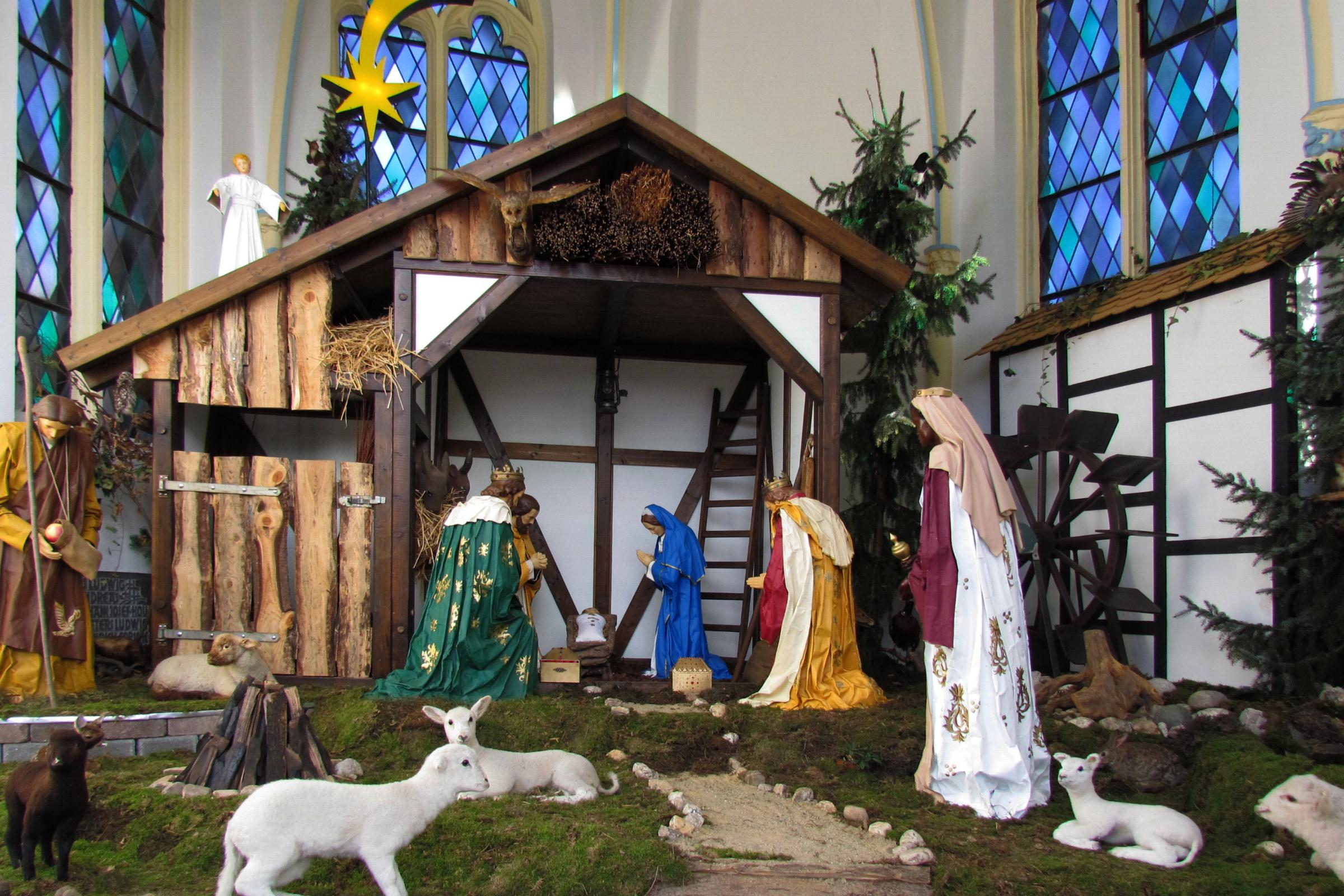
Weihnachtskrippe

## Presseberichte
- Großer Einsatz lässt Chörchen neu erstralen (AZ vom 4. Januar 2007)
- Die Namen der Toten in der Gruft bleiben weiter ein Rätse (AZ vom 22. August 2007)
- Stall durch prächtiges Fachwerk ersetzt (AZ vom 23. Dezember 2010)
- Das i Tüpfelchen für Kempens Bürgerhalle (AZ vom 29. August 2013)
- Neue Treppe zum Chörchen (AZ vom 19. Dezember 2013)